# Ponce Vela de Cabrera
Ponce Vela de Cabrera, também chamado Ponce Vélaz de Cabrera (m. 24 de setembro de 1202), foi um rico-homem do Reino de Leão que desempenhou um papel importante durante o reinado de Afonso IX. Um dos seus filhos foi o tronco do linhagem de Ponce de Leão.

## Biografia
O seu pai era o conde Vela Guterres, filho do conde Guterre Vermudes e da condessa Toda Peres de Trava, filha do conde Pedro Froilaz de Trava.  Sua mãe era Sancha Ponce de Cabrera, filha do conde Ponce Giraldo de Cabrera e de Sancha Nunes. Ponce tinha vários irmãos; Fernando, Pedro, Maria e João Vela.
Foi alferes do rei Afonso IX em 1185 e 1186 e no último ano, recebeu a tenência de Mansilla e outras que tinha sido governadas por seus parentes os condes Suero Bermudez e Pedro Afonso, incluindo As Asturias de Tineo e Babia, Gozón, e Cabezón. Também gobernou Mayorga, Zamora, e O Bierzo.
Morreu em 24 de setembro 1202. Ele e sua esposa foram enterrados na capela de São Bento no Mosteiro de Santa Maria de Nogales, em San Esteban de Nogales que foi fundado por seus pais.

## Matrimónio e descendência

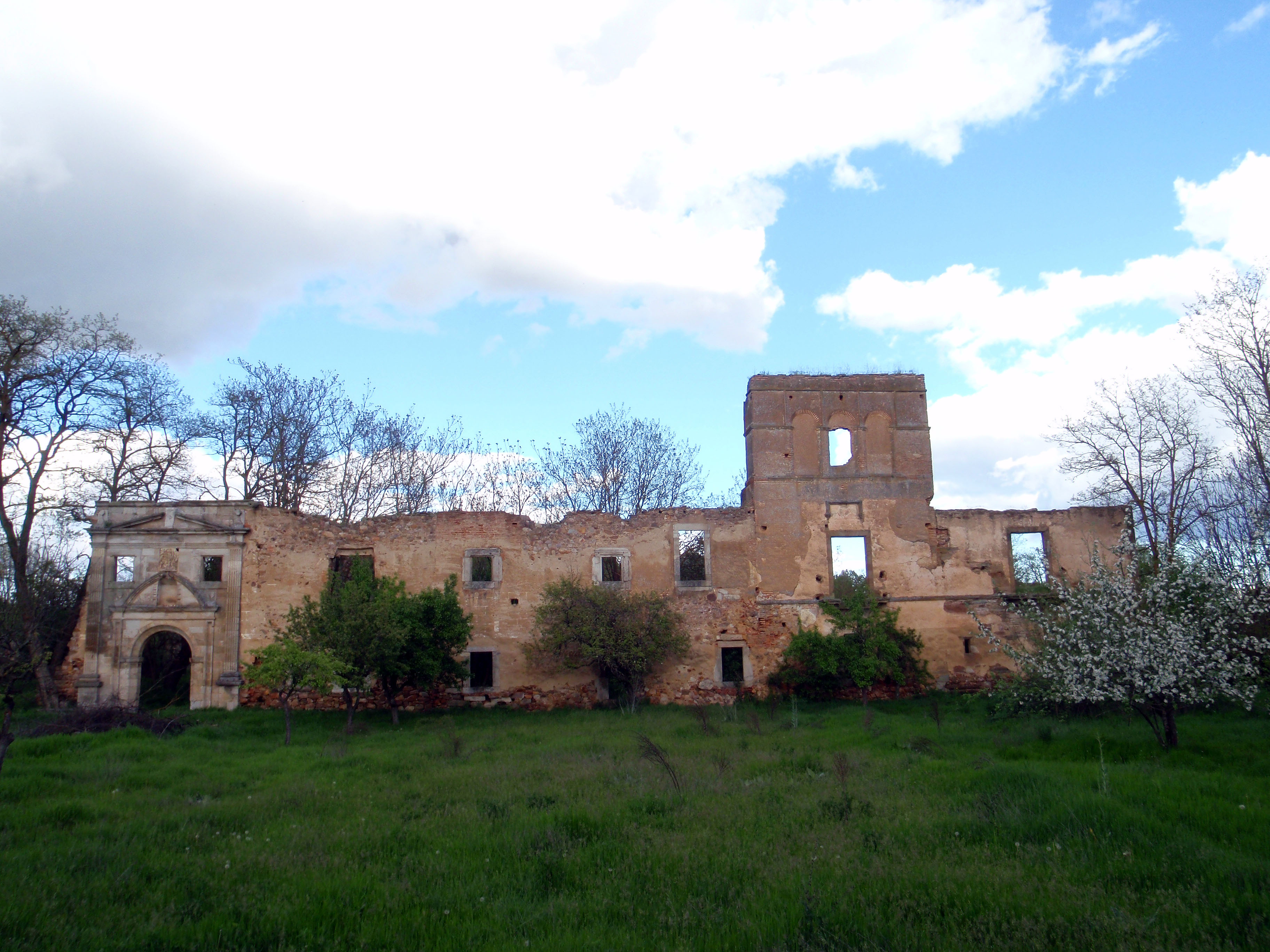
Mosteiro de Santa Maria de Nogales

Vela Ponce casou com Teresa Rodrigues Girão, filha de Rodrigo Guterres Girão e de Maria de Gusmão de que teve a:
- Juan Ponce de Cabrera
- Fernão Ponce de Cabrera
- Pedro Ponce de Cabrera (morto entre 1248 e 1254), casado com Aldonça Afonso de Leão, filha ilegítima do rei Afonso IX e de Aldonça Martins da Silva[4] Deste matrimónio vem os Ponce de Leão.